# FC Grone

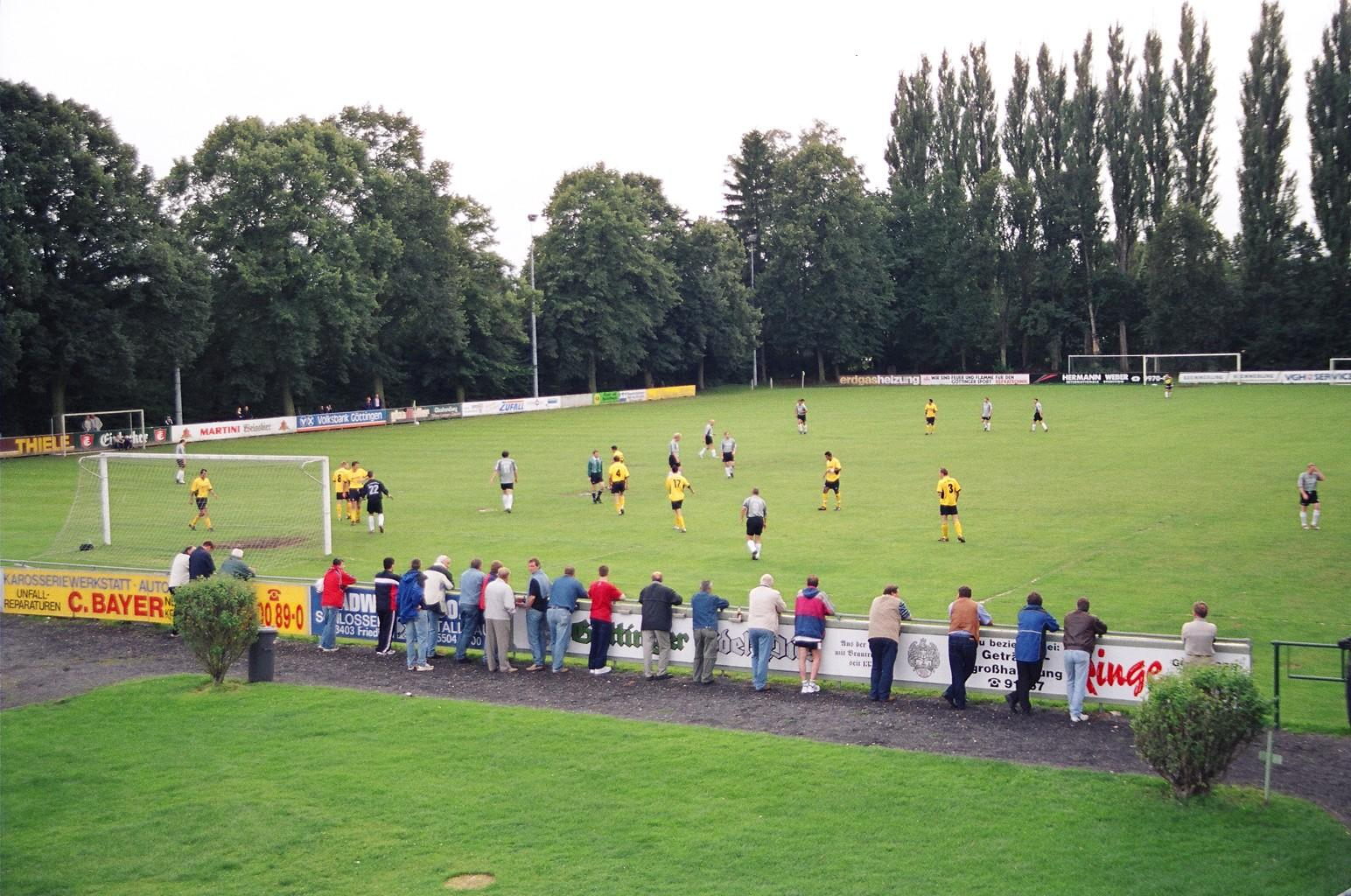
Das Stadion des FC Grone am Rehbach

Der FC Grone ist ein Fußballverein aus Göttingen in Niedersachsen.

## Geschichte
Der 1910 gegründete Verein spielte in den 1950ern jahrelang in der Amateuroberliga Niedersachsen und damit zweitklassig. 1945 wurde der Verein kurzzeitig aufgelöst, aber nur wenig später unter dem Namen VfL Grone wiedergegründet und im Juli 1948 in seinen bis heute gültigen Namen umbenannt. Stadion des FC Grone ist seit 1935 das Stadion Am Rehbach, dessen Zuschauerrekord mit 4.000 Zuschauern 1950 aufgestellt wurde.
Nachdem der FC Grone in der Saison 2009/10 als Meister der Staffel 4 der Bezirksliga Braunschweig den Aufstieg in die Landesliga Braunschweig geschafft hatte, musste der Verein 2010/11 postwendend wieder absteigen. Im Jahre 2012 gelang der direkte Wiederaufstieg, dem erneut der sofortige Abstieg 2012 folgte.
Der Verein ist Partnerverein des „Sparkasse Göttingen Cups“, eines jeweils im Juli stattfindenden Vorbereitungsturniers mit Mannschaften aus der Region, und des "Sportbuzzer Cup", ein Hallenfußballturnier um den Pokal des Oberbürgermeisters der Stadt Göttingen in der Sparkassen-Arena.

## Erfolge
- Teilnahme an der Aufstiegsrunde zur Gauliga Südhannover-Braunschweig 1942/43. Der FC Grone belegte in der Gruppe B hinter dem VfB Braunschweig, Concordia Hildesheim und dem MTV Goslar mit 0-10 Punkte den letzten Rang.
- Teilnahme an der Amateuroberliga Niedersachsen-Ost von 1949 bis 1953 und 1954 bis 1958.
- Erreichen der 1. Runde des DFB-Pokals 81/82. Der FC Grone unterlag am 29. August 1981 Borussia Dortmund mit 0:4.

## Persönlichkeiten
- Kurt Krauß